# HD29140
HD29140 — подвійна зоря. 
Ця подвійна система має видиму зоряну величину в смузі V приблизно 4,8.
Вона розташована на відстані близько 150,4 світлових років від Сонця.

## Подвійна зоря
Головна зоря цієї системи належить до хімічно пекулярних зір й має спектральний клас A3.
Інша компонента має спектральний клас A7.

## Фізичні характеристики
Зоря HD29140 обертається 
порівняно повільно 
навколо своєї осі. Проєкція її екваторіальної швидкості на промінь зору становить Vsin(i)= 36км/сек.

## Магнітне поле
Спектр даної зорі вказує на наявність магнітного поля у її зоряній атмосфері.
Напруженість повздовжної компоненти поля оціненої з аналізу
крил ліній Бальмера
становить 46,0± 167,0 Гаус.